# Феодосий (Гажу)
Епи́скоп Феодо́сий (в миру Серге́й Миха́йлович Га́жу, рум. Serghei Gaju; род. 18 июля 1970, Кишинёв) — епископ Русской православной церкви, епископ Исилькульский и Русско-Полянский.

## Биография
Родился 18 июля 1970 года в Кишинёве в семье рабочих. Молдаванин.
В 1987 году окончил среднюю школу. В 1988—1990 годах проходил срочную службу в рядах Советской армии.
В 1991—1994 годах обучался в Московской духовной семинарии. В июне 1994 года поступил в братию Троице-Сергиевой лавры.
13 апреля 1995 года в Троицком соборе Троице-Сергиевой лавры наместником обители архимандритом Феогностом (Гузиковым) пострижен в монашество с именем Феодосий в честь преподобного Феодосия, игумена Киево-Печерского.
29 апреля 1995 года в Покровском храме Покровского ставропигиального монастыря Москвы патриархом Алексием II рукоположён в сан иеродиакона.
13 апреля 1996 года в Богоявленском кафедральном соборе Москвы патриархом Алексием II рукоположён в сан иеромонаха.
Нёс послушание на просфорне в Троице-Сергиевой лавре. Служил в Николо-Сольбинском монастыре.
20 апреля 2005 года решением Священного синода назначен наместником монастыря в честь Святых Царственных Страстотерпцев на Ганиной яме Екатеринбургской епархии.
19 декабря 2005 года в храме святителя Николая Чудотворца монастыря в честь Святых Царственных Страстотерпцев архиепископом Екатеринбургским и Верхотурским Викентием (Морарем) возведён в сан игумена.
С
В 2008 году окончил Московскую духовную академию.
В январе 2009 года участвовал в работе Поместного собора Русской православной церкви.
15 марта 2011 года в храме в честь Святых Царственных Страстотерпцев архиепископом Екатеринбургским Викентием вручён игуменский посох.
В 2011 году окончил Уральскую государственную юридическую академию по специальности «Юриспруденция», закреплён соискателем на научную степень.

### Архиерейство
6 октября 2011 года решением Священного синода избран епископом Бишкекским и Киргизским.
8 октября 2011 года в Троицком соборе Троице-Сергиевой лавры митрополитом Ташкентским и Узбекистанским Викентием возведён в сан архимандрита.
25 октября 2011 года защитил дипломную работу по теме «Архипастыри Екатеринбургской и Верхотурской епархии (1885—1993 гг.)» на кафедре церковной истории МДА.
25 ноября 2011 года в рабочей Патриаршей резиденции в Чистом переулке состоялось наречение архимандрита Феодосия во епископа Бишкекского и Киргизского.
4 декабря 2011 года в Большом соборе Донского монастыря в праздник Введения во храм Пресвятой Богородицы и Приснодевы Марии и годовщину интронизации святителя Тихона, патриарха Всероссийского хиротонисан во епископа Бишкекского и Киргизского. Хиротонию совершили патриарх Московский и всея Руси Кирилл, митрополит Среднеазиатский Викентий (Морарь), митрополит Саранский и Мордовский Варсонофий (Судаков), митрополит Иркутский и Ангарский Вадим (Лазебный), митрополит Екатеринбургский и Верхотурский Кирилл (Наконечный), митрополит Саратовский и Вольский Лонгин (Корчагин); епископ Дмитровский Александр (Агриков), епископ Солнечногорский Сергий (Чашин), епископ Ставропольский и Невинномысский Кирилл (Покровский).
Организованный епископом Феодосием в феврале 2012 года крестный ход, встречавший Почаевскую икону Божией Матери, стал самым масштабным в истории Киргизии.
Одной из первых заложенных традиций в новой епархии стали обязательные огласительные беседы и экзамен перед крещением: если человек не при смерти, то крещение после 12 огласительных бесед и экзамена.
В июне 2014 года Госкомиссия по делам религии при Правительстве Киргизии вынесла предписание о запрете на ведение религиозной деятельности для епископа в связи с тем, что у архиерея закончился срок разрешения на такую деятельность. Была предпринята попытка и другими способами вынудить епископа покинуть страну. В итоге епископ Феодосий выехал в Москву.
25 июля 2014 года решением Священного синода назначен быть преосвященным Исилькульским и Русско-Полянским (Омская митрополия).

## Награды
- Орден преподобного Серафима Саровского III степени — во внимание к усердным архипастырским трудам и в связи с 50-летием со дня рождения[12]